# Поцілунок Юди

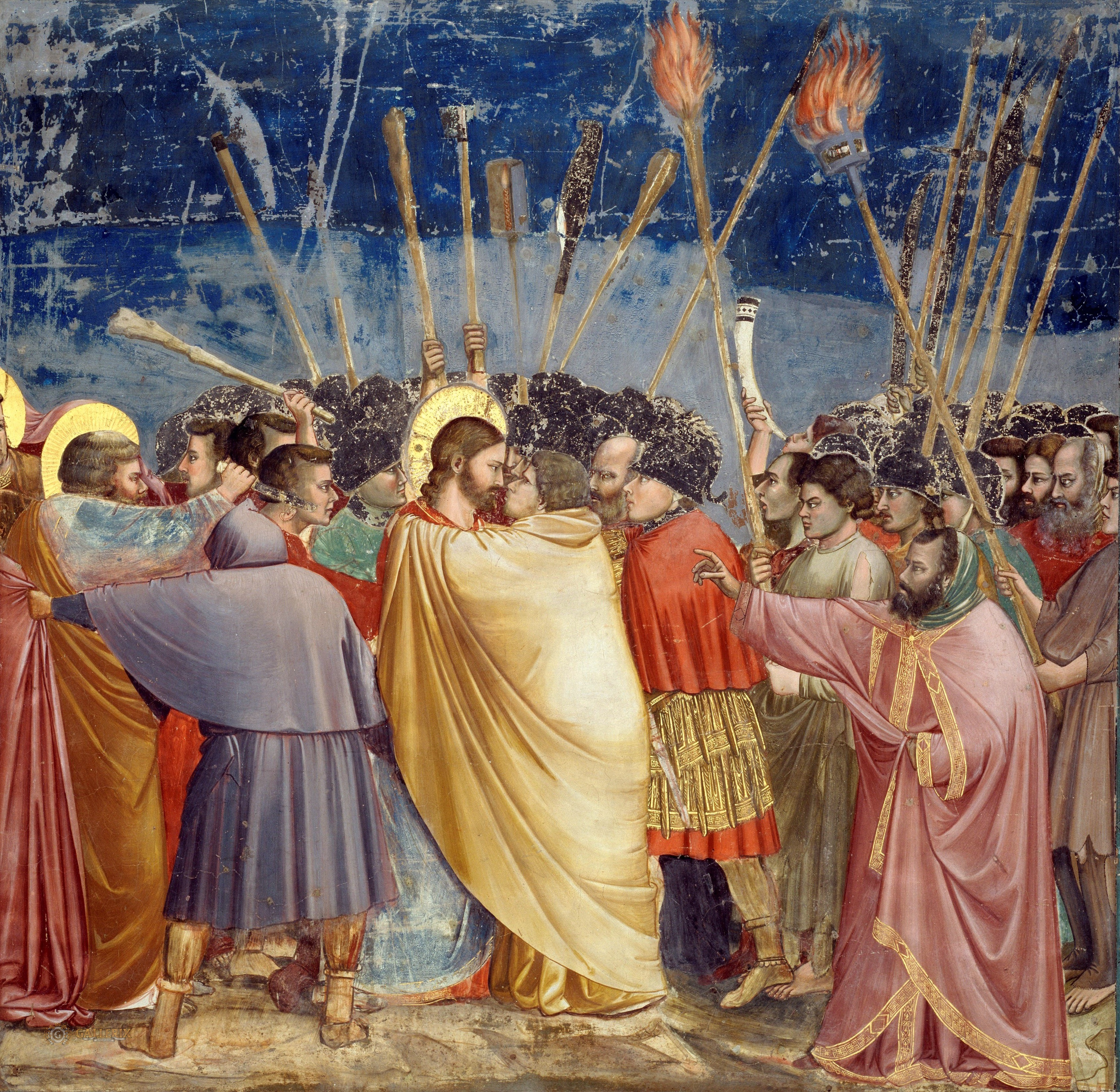
«Поцілунок Юди»
(Джотто, Капела Скровеньї)

Поцілунок Юди (Поцілунок Іуди) — епізод Євангелія. Згідно з авторами Євангелія, Юда Іскаріот, один з учнів Ісуса Христа, зрадив його. Щоб вказати на Христа, він, підійшовши з вартою, поцілував Ісуса вночі в Гетсиманському саду після моління про чашу. Поцілунок Юди відноситься в християнстві до числа Страстей Христових і йде відразу за Гефсиманським молінням Ісуса. Поцілунок Юди — символ зрадництва.

## В культурі
«Поцілунок Юди» став ідіомою, що виражає вищу ступінь підступності людини, а також виступає символом зради. В Православній церкві на літургії перед причастям читається молитва в якій віруючі просять Бога зробити їх причасником своїх Тайн і обіцяють: «Я ворогам Твоїм не відкрию таємниці, і не дам Тобі такого поцілунку, як Юда, але як розбійник (покаявшийся на хресті) вірую в Тебе».
Сцена поцілунку Юди часто зустрічається в образотворчому мистецтві, особливо в розписах і фресках церков, де присутня на пристрасних циклах в композиціях арешту Ісуса.

## Див. Також
- 30 срібняків
- Юда Іскаріот
- Страсті Христові